# マジュロ
座標: 北緯7度05分 東経171度7分 / 北緯7.083度 東経171.117度
マジュロ（Majuro）は、マーシャル諸島共和国の首都である。
中部太平洋に浮かぶマジュロ環礁全体を指す。
太平洋戦争関連の日本語書籍では、メジュロ環礁と表記されることが多い。

## 概要
2011年の人口は2万7797人。
北緯7度5分、東経171度7分にある。

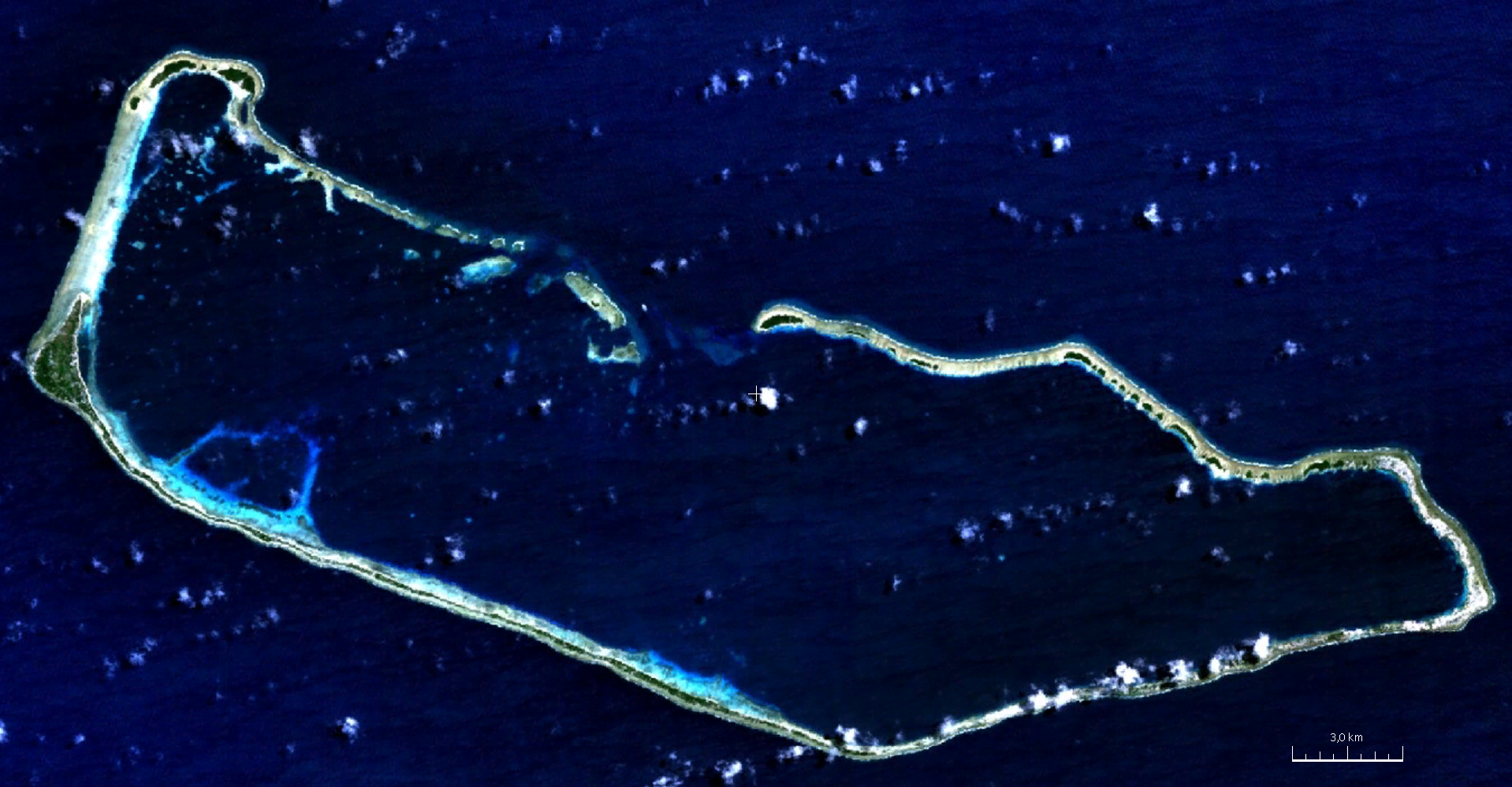
マジュロ環礁

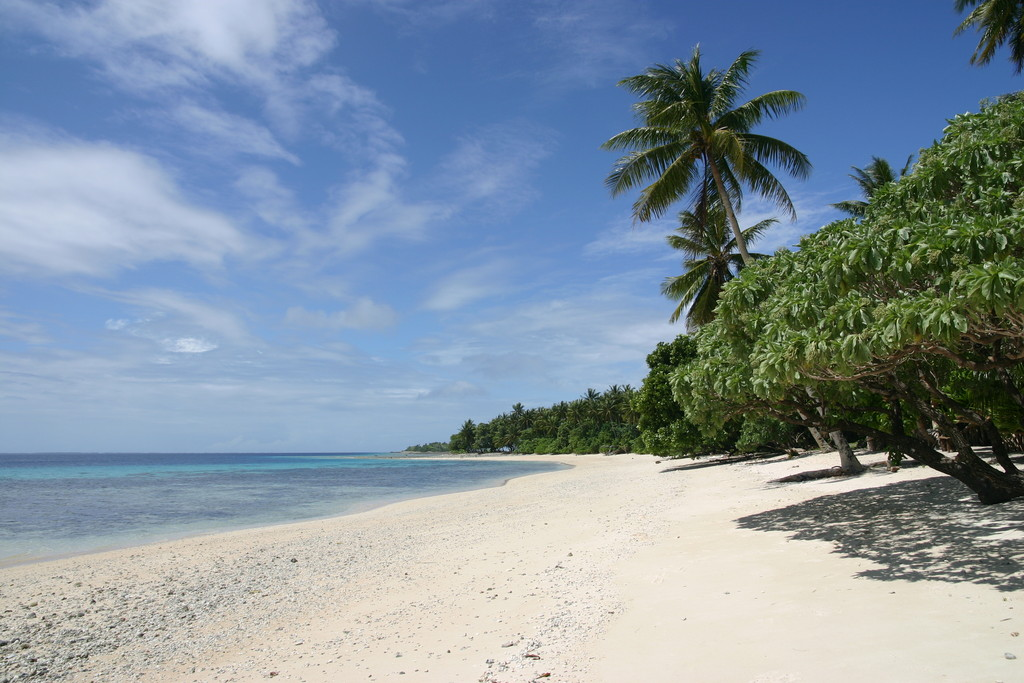
マジュロ環礁 エノコ島の海岸

マジュロ環礁は、64の小島からなるが、そのうち主な12島は第二次世界大戦後に埋め立てられ地続きになっている。
この地続き部分は、西から東へ順にローラ地区、アジャルタケ地区、ロング・アイランド地区、デラップ地区、ここで北へ向かって、ウリガ地区、ダリット（リタ）地区に分かれる。元々、マジュロ島と呼ばれていた環礁最大の島は、ローラ地区になった。
中心となるのはデラップ、ウリガ、ダリットの3つの地区である。商業の中心はウリガ地区で、官公庁はデラップ地区に存在している。ダリット地区は住宅街である。環礁のうち陸地は9.7 km2しかないが、礁湖（ラグーン）の面積は295 km2もある。また、マーシャル語で、ふたつの入口という意味である。

## 歴史
スペインの植民地となり、次いでドイツの植民地を経て、第一次世界大戦終結後の国際連盟決議にて大日本帝国の委任統治領となり、1922年に南洋庁の支庁が置かれた。
日本の委任統治下では、これまで本国から遠かったためドイツの植民地下で蔑ろにされていた近代的な電気や水道、学校や病院などのインフラストラクチャーの充実が進んだ。第二次世界大戦終結後のアメリカ統治を経て、マーシャル諸島共和国の首都となる。

## 気候
ケッペンの気候区分では熱帯雨林気候（Af）に属する。
| マジュロの気候                                   | マジュロの気候 | マジュロの気候 | マジュロの気候 | マジュロの気候 | マジュロの気候 | マジュロの気候 | マジュロの気候 | マジュロの気候 | マジュロの気候 | マジュロの気候 | マジュロの気候 | マジュロの気候 | マジュロの気候   |
| 月                                               | 1月            | 2月            | 3月            | 4月            | 5月            | 6月            | 7月            | 8月            | 9月            | 10月           | 11月           | 12月           | 年               |
| ------------------------------------------------ | -------------- | -------------- | -------------- | -------------- | -------------- | -------------- | -------------- | -------------- | -------------- | -------------- | -------------- | -------------- | ---------------- |
| 平均最高気温 °C （°F）                           | 29.7 (85.5)    | 29.9 (85.9)    | 30.1 (86.1)    | 30.1 (86.1)    | 30.2 (86.4)    | 30.2 (86.3)    | 30.2 (86.4)    | 30.4 (86.7)    | 30.5 (86.9)    | 30.5 (86.9)    | 30.3 (86.6)    | 29.9 (85.9)    | 30.2 (86.3)      |
| 平均最低気温 °C （°F）                           | 25.4 (77.8)    | 25.5 (77.9)    | 25.6 (78.0)    | 25.6 (78.1)    | 25.7 (78.3)    | 25.5 (77.9)    | 25.4 (77.8)    | 25.5 (77.9)    | 25.5 (77.9)    | 25.4 (77.8)    | 25.5 (77.9)    | 25.4 (77.7)    | 25.5 (77.9)      |
| 降水量 mm （inch）                               | 210.3 (8.28)   | 193.5 (7.62)   | 191.8 (7.55)   | 244.6 (9.63)   | 250.4 (9.86)   | 277.6 (10.93)  | 303 (11.93)    | 290.1 (11.42)  | 308.4 (12.14)  | 337.1 (13.27)  | 336 (13.23)    | 293.6 (11.56)  | 3,236.5 (127.42) |
| 平均降水日数 （≥0.01 in）                        | 19.3           | 16.1           | 17.6           | 18.9           | 22.1           | 23.1           | 24.3           | 22.9           | 22.9           | 23.4           | 22.9           | 22.7           | 256.2            |
| % 湿度                                           | 77.7           | 77.1           | 79.0           | 80.7           | 81.9           | 81.1           | 80.5           | 79.3           | 79.4           | 79.4           | 79.9           | 79.7           | 79.6             |
| 平均月間日照時間                                 | 224.4          | 218.6          | 252.8          | 219.4          | 224.8          | 210.8          | 217.0          | 232.2          | 217.8          | 205.4          | 191.4          | 197.4          | 2,612            |
| 日照率                                           | 61             | 66             | 67             | 60             | 58             | 56             | 56             | 61             | 60             | 55             | 54             | 54             | 59               |
| 出典：NOAA (relative humidity and sun 1961−1990) |                |                |                |                |                |                |                |                |                |                |                |                |                  |

## 交通

### 島内
主な道路は舗装されている。主に自家用車とタクシーが使用されている。また乗り合いバスもある。

### 空港
- マジュロ国際空港

マーシャル諸島航空のハブ空港である。またユナイテッド航空がホノルルやグアムに就航、ナウル航空も就航している。

## 姉妹都市
- グアム（アメリカ合衆国）
- 河合町（日本・奈良県）
- 台北市（中華民国）
- タラワ(キリバス)
- ウェノ(ミクロネシア)
- バスコ(フィリピン)
- ホニアラ(ソロモン諸島)
- ルーガンビル(バヌアツ)
- ヌクアロファ(トンガ)

## 備考
- 池澤夏樹の詩集『塩の道』(1978年)に含まれる「ローラ・ビーチ」は、マジュロ環礁のローラ村に隣接する砂浜の印象により詩作されたもの。この詩集より選ばれた詩に 木下牧子が作曲し、合唱組曲「ティオの夜の旅」が作られ、広く合唱団体により歌われている。